# Jaarboek van den Nederlandschen adel
Het Jaarboek van den Nederlandschen adel is een genealogisch seriewerk over de Nederlandse adel dat tussen 1888 en 1894 in zes delen verscheen.

## Geschiedenis
Voor 1888 waren verscheidene publicaties verschenen over de Nederlandse adel, zoals De Nederlandsche adel uit 1846 en De Nederlandsche adel, of Naamlijst van de afstammelingen der edelen in Nederland, benevens hunne huwelijken, kinderen en nakomelingen tot op heden uit 1879, het laatste samengesteld door de genealoog J.C. van der Muelen. Voorts waren er tussen 1883 en 1885 drie delen verschenen van Jaarboekje van den Frieschen adel, in verband tot de ridderschap van Friesland. In die laatste werd gepoogd alle leden van de Friese ridderschap met al hun nakomelingen op te sommen. Dit jaarboek, waarvan het eerste deel in 1888 verscheen had echter eenzelfde opzet als de in 1903 opgezette reeks van het Nederland's Adelsboek (die tot op heden bestaat). Uiteindelijk verschenen er tot 1894 zes delen waarna het jaarboek bij gebrek aan intekenaren niet verder verscheen.
Aan de uitgave waren verscheidene redacteuren verbonden. Voor de eerste jaargang waren dat A.A. Vorsterman van Oyen, de genoemde J.C. van der Muelen en G.J. Honig. Vanaf de derde jaargang werd Honig vervangen door Joh. D.G. van Epen. Deze laatste drie bleven redacteur tot de zesde en laatste jaargang.

### Inhoud
De uitgave had een tweeledig doel: van de tot de Nederlandse adel behorende geslachten de personen op te nemen die daar na 1814 of vanaf hun opname in de Nederlandse adel toe hadden behoord, en daarnaast, zo mogelijk, een volledige genealogie op te nemen van tot de moderne Nederlandse adel behorende geslachten, inclusief de oudste generaties en leden van de niet-adellijke takken. Dat werd behalve door eigen onderzoek ook bereikt door medewerking te vragen van de betrokken families.
In de verschillende jaargang werden van geslachten volledige, of meer uitgebreide genealogieën opgenomen:
1. Boeye, Snoeck en Du Tour.
2. D'Ablaing, Dibbets, De Pesters en Röell.
3. Van Eysinga, Van Kretschmar, Steengracht en Van Swinderen.
4. Van Bylandt, Van der Meer de Walcheren, Rendorp, Salvador en Torck.
5. Calkoen.
6. Van der Does, De Geer en Van Lynden.

In opvolgende delen verschenen steeds addenda en errata. Afgesloten werd met een alfabetisch register van de in het deel genoemde familienamen. De zesde jaargang bevatte voorin een lijst met de tot dan toe in alle zes delen behandelde geslachten, met verwijzing naar de betreffende delen.

### Uitgave
De uitgave verscheen in gewoon formaat, in rood linnen band, in zwart en goud bestempeld (dat laatste voor de titel, zowel op het voorplat als op de rug).

### Receptie
Verscheidene delen, vanaf het eerste, werden besproken in De Nederlandsche Leeuw. Eerst vooral beschrijvend, maar geleidelijk aan bleek het een plaats te hebben veroverd en werd ook aangehaald in verscheidene artikelen in dit tijdschrift. Over de vierde jaargang wordt al opgemerkt: "Het is de redactie aangenaam te hebben kunnen bemerken, dat het jaarboek ook voor officieele ambtenaren (burgemeester, notarissen) een vraagbaak geworden is en als handboek gebruikt wordt". Over de vijfde jaargang is M.G. Wildeman zowel lovend als kritischer; hij merkt op: "Vooral de genealogie van der Does, bewerkt door den ijverigen genealoog, kapt. C. Polvliet, en die van de familie de Geer, waarvan de Belgische en Zweedsche takken in haar geheel zijn opgenomon, verdienen een bijzonderen aandacht. Ook de familie van Lynden is uitvoerig behandeld, doch naar mijn bescheiden meening niet zoo nauwkeurig als men dit kan wenschen. Verscheidene ontbrekende data hadden gemakkelijk kunnen worden aangevuld uit genealogiën van aangehuwde geslachten". In de jaargang 1895 voelt Vorsterman van Oyen zich onrecht aangedaan wanneer in het 'In memoriam' over Van Epen wordt opgemerkt: "terwijl het Jaarboek van den Nederlandschen Adel, waarvan het vorig jaar, de Jaargang 6 verscheen, vrijwel door hem alleen werd geredigeerd". Vorsterman Van Oyen reageerde: "Aan de beide eerste jaargangen is door den heer van E. volstrekt niet mede gewerkt, bij de derde jaargang treedt hij eerst op, als medewerker. Pertinent kan ik verklaren, dat behalve eenige hoofdartikels gesteld door enkele medewerkers (niet op den omslag genoemd, maar dan meestal vermeld in het voorbericht) de overige bijdragen onder mijne redactie en uit mijn archief zijn samengesteld met medewerking van den Heer van Epen", waarop Wildeman toegeeft: "Ik beken echter gaarne, dat de woorden "in de laatste jaren" bij vergissing zijn weggevallen, zoodat de aangevallen zinsnede als volgt moet worden gelezen: "terwijl in de laatste jaren het Jaarboek van den Nederlandschen Adel, waarvan in 1894, deel VI verscheen, vrijwel door hem alleen werd geredigeerd".

### Opvolgers
Na deze uitgave verscheen een soortgelijke uitgave: Adelsarchief dat als ondertitel eveneens had Jaarboek van den Nederlandschen adel en vanaf 1900 verscheen. Van dit laatste seriewerk verschenen vier delen. Daarna kwam er het sinds 1903 bestaande Nederland's Adelsboek.